# Emoia aenea
Espèce
Emoia aenea est une espèce de sauriens de la famille des Scincidae.

## Répartition
Cette espèce est endémique de Nouvelle-Guinée. Elle se rencontre en Papouasie-Nouvelle-Guinée et en Nouvelle-Guinée occidentale en Indonésie.

## Étymologie
Le nom spécifique aenea vient du latin aeneus, de cuivre, de bronze, d'airain, en référence à la couleur de ce saurien.

## Publication originale
- Brown & Parker, 1985 : Three new lizards of the genus Emoia (Scincidae) from southern New Guinea. Breviora, no 480, p. 1-12 (texte intégral).